# Lijst van voetbalinterlands Bosnië en Herzegovina - Faeröer (vrouwen)
Deze lijst van voetbalinterlands is een overzicht van alle officiële voetbalinterlands tussen de nationale vrouwenteams van Bosnië en Herzegovina en de Faeröer. De landen hebben tot nu toe twee keer tegen elkaar gespeeld.

## Wedstrijden
| № | Plaats   | Datum            | Competitie           | Wedstrijd                       | Uitslag |
| - | -------- | ---------------- | -------------------- | ------------------------------- | ------- |
| 1 | Tórshavn | 5 april 2014     | WK 2015 kwalificatie | Faeröer − Bosnië en Herzegovina | 1 − 1   |
| 2 | Zenica   | 20 augustus 2014 | WK 2015 kwalificatie | Bosnië en Herzegovina − Faeröer | 2 − 0   |

## Samenvatting
| Competitie      | Totaal gespeeld | Winst Bosnië en Herzegovina | Gelijk | Winst Faeröer | Doelsaldo Bosnië en Herzegovina – Faeröer |
| --------------- | --------------- | --------------------------- | ------ | ------------- | ----------------------------------------- |
| WK-kwalificatie | 2               | 1                           | 1      | 0             | 3 − 1                                     |
| Totaal          | 2               | 1                           | 1      | 0             | 3 − 1                                     |